# Albert Weibezahn
Albert Weibezahn (* 18. Juni 1840 in Hameln; † 7. November 1898 in Harburg/Elbe) war ein deutscher Richter und Parlamentarier.

## Leben
Albert Weibezahn besuchte das Gymnasium Georgianum (Lingen). Nach dem Abitur studierte er ab 1859 an der Georg-August-Universität Göttingen Rechtswissenschaft. 1860 wurde er im Corps Hildeso-Guestphalia Göttingen recipiert. Nach den Examen und dem Vorbereitungsdienst schlug er die Richterlaufbahn ein. 1879 wurde er Amtsgerichtsrat am Amtsgericht Harburg. Von 1894 bis zu seinem Tod 1898 vertrat er als Abgeordneter den Wahlkreis Lüneburg 7 (Stadt- und Landkreis Harburg) im Preußischen Abgeordnetenhaus. 1898 wiedergewählt, starb er vor Beginn der 19. Legislaturperiode. Er gehörte der Fraktion der Nationalliberalen Partei an.